# Remunerazione da crescita economica
La remunerazione da crescita economica nel sistema pensionistico pubblico con gestione finanziaria senza patrimonio di previdenza e con formula delle rendite predefinita è la quota di trasferimento di ricchezza tra generazioni dovuta alla crescita dell'economia correlata al sistema pensionistico.
Nel caso di modello previdenziale universale, l'economia di riferimento è quella del singolo Stato, nel caso di modello previdenziale corporativo, l'economia può essere quella degli iscritti al sistema pensionistico corporativo.
In Italia con la riforma Dini è stato introdotto il metodo di calcolo contributivo a capitalizzazione simulata sulla crescita ove la rivalutazione del capitale nozionale è data dal tasso annuo di capitalizzazione per la rivalutazione del montante contributivo individuale.
La remunerazione da crescita economica, nel metodo di calcolo contributivo coincide con il tasso annuo di capitalizzazione che è basato sulla media quinquennale della crescita del PIL nominale.

### Leggi
- Legge 8 agosto 1995, n. 335, in materia di "Riforma del sistema pensionistico obbligatorio e complementare."
- Legge 8 agosto 1995, n. 335, articolo 1, in materia di "Riforma del sistema pensionistico obbligatorio e complementare."